# Bakersfield Jam 2008-2009
La stagione 2008-09 dei Bakersfield Jam fu la 3ª nella NBA D-League per la franchigia.
I Bakersfield Jam arrivarono terzi nella Western Division con un record di 26-24. Nei play-off persero il primo turno con gli Utah Flash (0-1).

## Roster
| N° | Naz.                   | Ruolo | Sportivo         | Anno | Alt. | Peso |
| -- | ---------------------- | ----- | ---------------- | ---- | ---- | ---- |
| 2  | Stati Uniti (bandiera) | G     | Trey Johnson     | 1984 | 198  | 98   |
| 3  | Stati Uniti (bandiera) | G     | Jeff Trepagnier  | 1979 | 193  | 91   |
| 7  | Stati Uniti (bandiera) | GA    | Derrick Byars    | 1984 | 201  | 100  |
| 10 | Messico (bandiera)     | G     | Jovan Harris     | 1981 | 191  | 83   |
| 14 | Stati Uniti (bandiera) | A     | Ashanti Cook     | 1983 | 206  | 194  |
| 17 | Stati Uniti (bandiera) | A     | Terrance Thomas  | 1980 | 198  | 102  |
| 21 | Stati Uniti (bandiera) | P     | Terrell Everett  | 1984 | 193  | 85   |
| 21 | Stati Uniti (bandiera) | G     | DeMarcus Nelson  | 1985 | 193  | 91   |
| 23 | Stati Uniti (bandiera) | A     | Justin Reed      | 1982 | 203  | 109  |
| 24 | Stati Uniti (bandiera) | G     | Mateen Cleaves   | 1977 | 188  | 93   |
| 32 | Stati Uniti (bandiera) | C     | Terrance Gamble  | 1983 | 208  | 116  |
| 33 | Libia (bandiera)       | AP    | Alpha Bangura    | 1980 | 193  | 98   |
| 34 | Stati Uniti (bandiera) | C     | David Berghoefer | 1984 | 211  | 111  |
| 34 | Stati Uniti (bandiera) | A     | Jamaal Brown     | 1983 | 201  | 108  |
| 35 | Stati Uniti (bandiera) | AG    | Richard Hendrix  | 1986 | 206  | 111  |
| 44 | Stati Uniti (bandiera) | C     | Nick Lewis       | 1983 | 208  | 115  |
|    | Stati Uniti (bandiera) | AC    | Herbert Hill     | 1984 | 208  | 109  |

## Staff tecnico
- Allenatore: Scott Roth
- Vice-allenatore: Dean Martin
- Preparatore atletico: Rachel Schlachet